# Villanova Monteleone
Villanova Monteleone é uma comuna italiana da região da Sardenha, província de Sassari, com cerca de 2.588 habitantes. Estende-se por uma área de 202 km², tendo uma densidade populacional de 13 hab/km². Faz fronteira com Alghero, Bosa (NU), Ittiri, Monteleone Rocca Doria, Montresta (NU), Padria, Putifigari, Romana, Thiesi.

## Demografia
| Variação demográfica do município entre 1861 e 2011                               |
|                                                                                   |
| Fonte: Istituto Nazionale di Statistica (ISTAT) - Elaboração gráfica da Wikipedia |